# Слабые сигналы
Слабые сигналы (в социальной психологии) — вид групповой информации, отличающейся неполнотой, частичностью, неочевидностью, редкостью, которая влечет за собой разнообразие сценариев принятия решения со стороны управленческого звена группы.
Важность учёта слабых сигналов проявляется в выделении возможных угроз, основных рисков и способов их уменьшения при принятии управленческих решений. Являясь информацией раннего предупреждения, сам термин до сих пор не получил единого определения. Используются такие термины-синонимы, как «предупреждающий сигнал», «предвестник», «раннее предупреждение» и т. д..
В социальной психологии слабые сигналы становятся элементами организационного контекста функционирования группы, которые воспринимаются в качестве предвестника будущих перемен и угроз внутренней стабильности деятельности группы как психологического субъекта. Слабые сигналы, отражая состояние информации, циркулирующей внутри и вне организации, направлены на творческое, многоаспектное использование данной информации как конкурентного преимущества группы.
Умение выявить скрытую в слабых сигналах информацию, обнаружить и оценить её для правильного предвидения события становится значимой характеристикой лидера группы, который выделяет и интерпретирует эту информацию на основе гипотез, разрабатываемых для исследуемой системы, под влиянием ценностей, предположений, убеждений воспринимающего субъекта. Оценка важности и значительности слабого сигнала имеете субъективный характер и определяется когнитивными возможностями воспринимающего субъекта.
Сильные сигналы — очевидная, конкретная, чёткая информация, способствующая пониманию значимости события в организации для оценки его последствий и принятия необходимых мер.

## История изучения
Понятие слабого сигнала было введено в теорию управления И. Ансоффом, который понимал под слабым сигналом раннюю, трудно отличимую от фоновых шумов информацию, рассматриваемую как признак возможного наступления важного для организации события.
Слабый сигнал включается в один из уровней внешней турбулентности в ситуации функционирования организации, связанной, по мнению И. Ансоффа, с предсказуемостью или непредсказуемостью изменчивости этой ситуации, анализ которой выступает важнейшим фактором успешности деятельности ключевым элементом стратегического управления организацией..
Труднопрогнозируемость и сложность окружающей среды обуславливает необходимость выделения показателей и приемов оценки отдельных характеристик изменения ситуации, необходимых для деятельности менеджеров, так как работа со слабыми сигналами — это работа с неопределенностью..
Предложен подход к оценке важности слабых сигналов и описан способ, позволяющий доводить информацию, извлеченных из слабых сигналов, до руководства организации.
В российской социальной психологии значительное внимание уделено проблеме слабых сигналов в контексте изучения умений лидера, таких как наблюдательность, умение воспринимать и оценивать поведение последователей через поиск слабых сигналов в информационном пространстве группы..

## Характеристики слабых сигналов
- Из-за своей незначительности, малой величины, «слабые сигналы» трудно уловить.
- Могут теряться в большом массиве информации циркулирующей в организации.
- Являются результатом деятельности организации, так как не могут появиться ниоткуда. Но из-за трудности их определения, «слабые сигналы» могут измениться, соединиться с другой информацией[11].
- Слабые сигналы в силу своей неожиданности и неочевидности трудно поддаются интерпретации, предполагая умение их выделять, замечать, систематизировать, понимать для принятия правильного решения[2].

Умение идентифицировать раннюю информацию через работу со слабыми сигналами становится вкладом в интеллектуальный капитал организации. Поэтому слабый сигнал — это особая форма информации, которая должна быть включена в коммуникативную схему внутренней среды организации.
Эта информационная база и результаты её интерпретации задействованы в предвосхищении в конкретной наступающей ситуации неблагоприятного для организации изменения. Смысл и значение информации в слабом сигнале указывает на наступающее событие, что позволяет его предвидеть и подготовиться к нему. В связи с этим основным плюсом, как и основным минусом, становится возможность его интерпретации. Многозначный характер интерпретации, обусловленный субъективизмом, затуманивает информацию, затрудняет выбор варианта решения по значимости возможных смыслов.
Слабые сигналы сортируются и интерпретируются на основе гипотез, правила выдвижения которых привычны и понятны в собственной системе координат. В связи с этим встает вопрос правил выдвижения гипотез при обработке информации для решения поставленной задачи. На интерпретацию информации влияют система ценностей, представление о мире личности. Это может повлиять на переработку заключенной в «слабых сигналах» информации.

## Этапы управления по «слабым сигналам»
1. Процесс обнаружения — отслеживание сигнала в большом количестве не всегда хорошо известных событий с учётом его нетипичности по сравнению с другими типами информации. Велика вероятность ошибки его обнаружения и игнорирования в силу неочевидности и слабой представленности.
2. Интерпретации — придание информации смысла, которое зависит от знания и умения интерпретирующего субъекта, а также характера слабого сигнала, частоты его встречаемости, условий появления[13].
3. Передача информации, качество которой зависит от её полноты, актуальности и понятности для наблюдателя.
4. Принятие решения с учётом данной информации. Использование «слабых сигналов» связывают с организационной бдительностью и внимательностью, помогающими избежать серьёзных ошибок и просчётов[14].

## Влияние слабых сигналов
Выделяют критерии оценки влияния слабых сигналов на будущее нарушение внутренней среды организации, на которые управленец должен обращать внимание:
- характер грядущей угрозы;
- вероятная величина последствий проявления;
- времени, которые есть у организации чтобы подготовиться к реакции на грядущее изменение;
- существующие у организации способы и приемы реагирования на поступающую информацию[6].

На основе анализа этих характеристик ученый предлагает различные стратегии отношения к слабым сигналам, а именно:
1. Восприятие угрозы.
2. Определение источника угрозы.
3. Интенсивность и масштаб угрозы, частота и периодичность появления.
4. Умение и осуществимость реализации мер реагирования.
5. Цена реагирования и подсчета рисков с точки зрения использования ресурсов организации.

## Критика слабых сигналов
1. Слабые сигналы отражают новое знание, которое распространяется в организации и оказывают влияние на её деятельность в будущем. Эффективность этого процесса во-многом зависит от способности человека построить систему выявления и переработки слабых сигналов, которые становятся значимыми информационными векторами прогнозирования деятельности.
2. Слабый сигнал нельзя изучать отдельно от контекста его появления. Его нетипичность определяется по сравнению с другими типами информации. При этом велика вероятность ошибки его обнаружения и игнорирования в силу неочевидности и слабой представленности.
3. Оценка важности и значительности слабого сигнала имеете субъективный характер и определяется когнитивными возможностями воспринимающего субъекта. Работа с информацией, отраженной в слабых сигналах, напоминает головоломку предполагающую свое решение в зависимости от интеллектуальных ресурсов человека или группы[4].